# Hospital de San Antonio de los Peregrinos
El hospital de San Antonio de los Peregrinos fue un hospital de la ciudad española de Segovia, fundado por Diego Arias Dávila en el siglo XV.

## Descripción
El hospital lo fundó en noviembre de 1461 Diego Arias Dávila para, según Pascual Madoz, «albergue de peregrinos, dotes de huérfanas y pan á pobres». Aparece descrito en el decimocuarto volumen del Diccionario geográfico-estadístico-histórico de España y sus posesiones de Ultramar con las siguientes palabras:

Hospital de San Antonio de los Peregrinos. El contador Diego Arias estando en Madrid en 10 de noviembre de 1461 otorgó la fundacion que ya tenia ordenada de este hospital para albergue de peregrinos, dotes de huérfanas y pan á pobres, y á mas 2 capellanías de misa cada dia por el descanso de su alma y de sus ascendientes. Hasta la supresion de las órdenes religiosas, con la cual caducó el monast. de la Merced de esta c., y despues hasta la supresion de los diezmos, se cumplian en su mayor parte todas las cargas de la fundacion, entre ellas la admision de peregrinos, socorriéndoles y permitiéndoles estancia y descanso por 3 dias; dando ademas un pan á 22 viudas pobres todos los domingos del año, y otro á otras 22 en varias festividades; y sosteniéndose un capellan y el alumbrado de la capilla: en el dia el Sr. conde de Puñonrostro, como dueño que es del establecimiento, sostiene sus atenciones en la parte posible.
(Madoz, 1849, pp. 118-119)